# حظي (الرضمة)

تعديل مصدري - تعديل

حظي محلة تابعة لقرية بيت الاقرع، التابعة لعزلة كحلان بمديرية الرضمة إحدى مديريات محافظة إب في الجمهورية اليمنية.، بلغ تعداد سكانها 252 حسب تعداد اليمن لعام 2004.